# Pêcheur d'Islande
Pour les articles homonymes, voir Pêcheur d'Islande (homonymie).
Pêcheur d'Islande est un roman français de Pierre Loti, paru en 1886. Ce roman est le plus grand succès de son auteur. Il est également l'un des deux romans du « cycle breton » de l'auteur, avec Mon frère Yves.

## Résumé
Le roman est celui de la passion d'une jeune Bretonne issue d'un milieu aisé, Gaud Mével, pour un marin-pêcheur de Pors-Even, Yann Gaos, de condition plus modeste, qui part régulièrement pour de longues campagnes de pêche en Islande. Exilée à Paris avec son père, ancien pêcheur enrichi, Gaud revient dans son pays natal de Paimpol et tombe amoureuse de Yann au cours d'une noce. Mais celui-ci doit repartir, comme chaque année en Islande de février à fin août. À son retour, Gaud ne parvient pas à s'ouvrir à Yann qui se comporte avec beaucoup de distance vis-à-vis d'elle et ce n'est que lors de la troisième année qu'ils se marient, juste avant le départ de Yann. Mais son bateau se perd en mer.

## Personnages

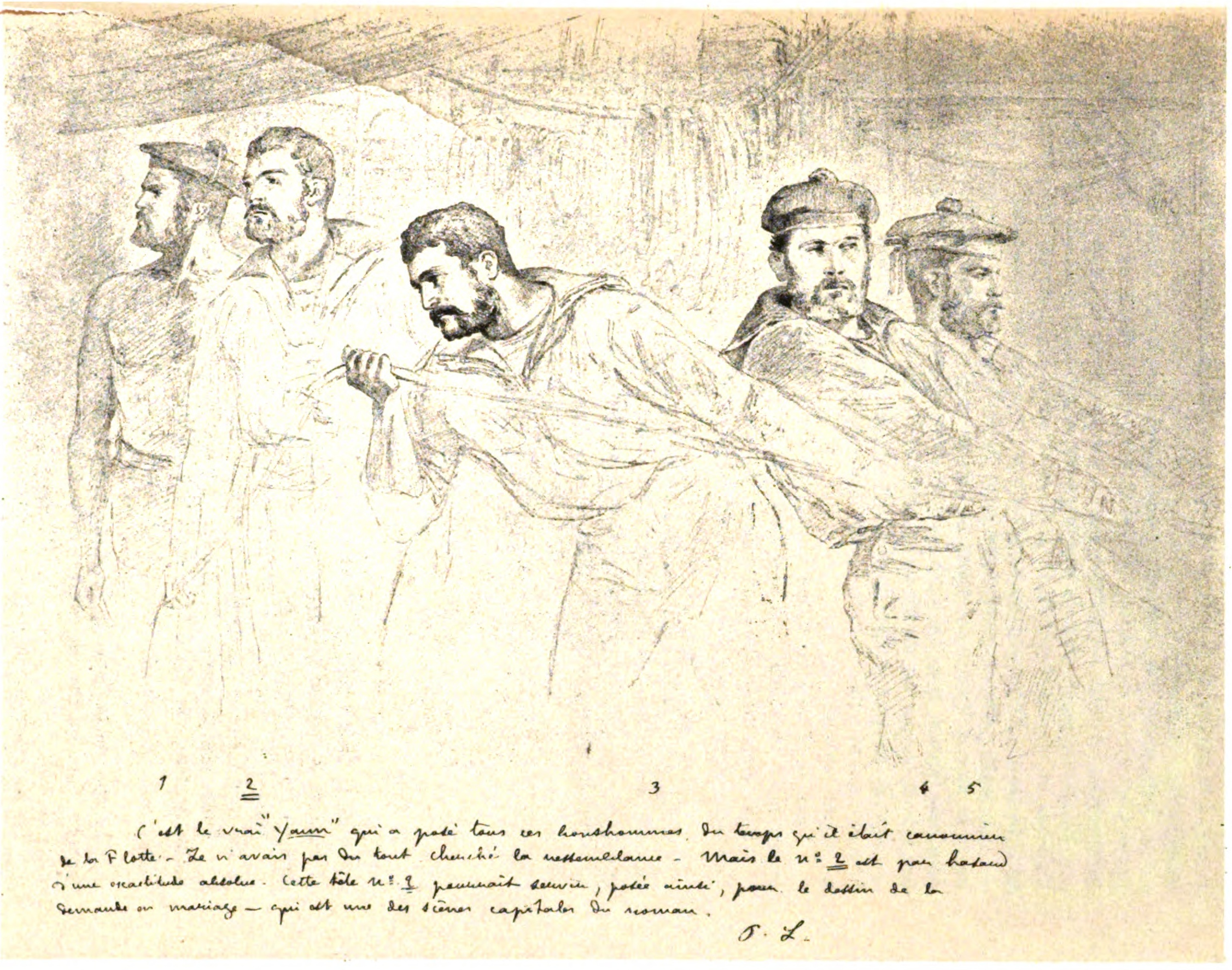
Yann dessiné par Pierre Loti.

- Marguerite (Gaud) Mével, jeune Bretonne bourgeoise dont le père perd sa fortune aux jeux et qui épouse Yann Gaos.
- Yann Gaos, marin-pêcheur de Pors-Even de 27 ans.
- Sylvestre (ou Lurlu) Moan, jeune marin-pêcheur de 17 ans qui sera envoyé pour son service militaire dans l'escadre de Formose au cours de la Guerre franco-chinoise. Il est fiancé à la sœur de Yann.
- Veuve Moan, la grand-mère de Sylvestre qui vivra avec Gaud.

Loin de la typologie classique du personnage de roman, la mer est pourtant omniprésente dans le roman. Sa personnification tout au long de l'intrigue en fait le témoin de toutes les péripéties des personnages. La mer est à la fois la mère, l'amante et la faucheuse, celle qui fait naître les marins et qui les emporte.
"Avec la mer qui autrefois avait été aussi sa nourrice ; c'était elle qui l'avait bercé, qui l'avait fait adolescent large et fort, — et ensuite elle l'avait repris, dans sa virilité superbe, pour elle seule. Un profond mystère avait enveloppé ces noces monstrueuses."  

- Pêcheur d'Islande, Pierre Loti, 1886  

## Aspects formels
Le roman est dédié à la femme de lettres madame Adam (Juliette Lamber), avec la mention : « Hommage d'affection filiale ».
Le récit prend place entre 1883-1884 soit au moment où l'activité des « Islandais » est à son sommet.

### Organisation du roman
Le roman est divisé en cinq parties. Chacune d’entre elles est rythmée par les saisons de pêche de sorte que l’on voit à la fois ce qu’il se passe en mer, mais également ce qu’il se passe sur la terre ferme.

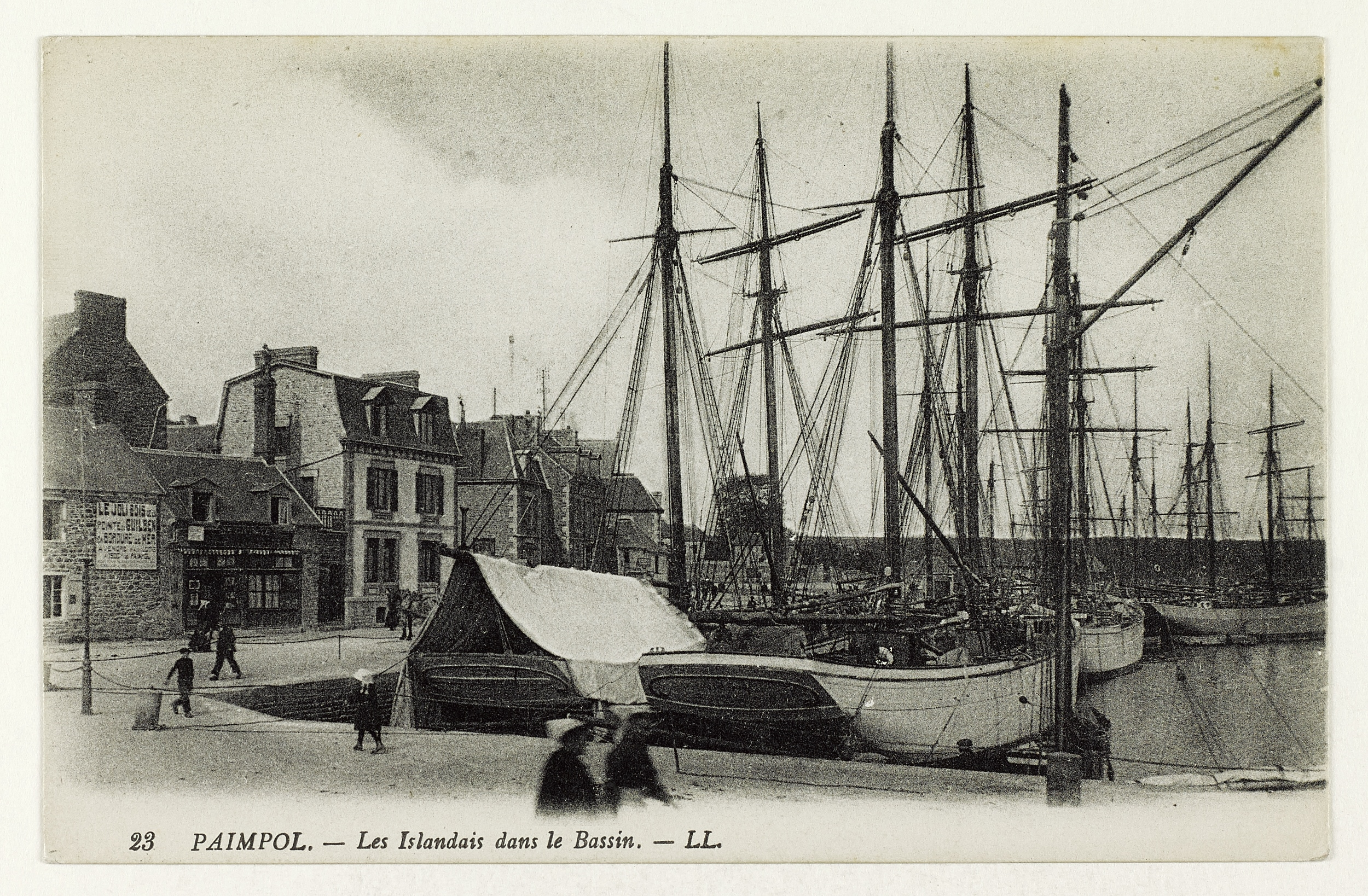
Carte postale représentant le port de Paimpol et les navires des Islandais. Collections du Musée de Bretagne.

Première partie : La première partie s’ouvre en mer où l’on fait la connaissance de deux jeunes marins Yann et Sylvestre qui travaillent sur le même navire, La Marie. On en apprend sur les conditions de vie des pêcheurs lors de leur saison en Islande, mais également sur les méthodes utilisées pour pêcher. Du côté de la côte bretonne, on découvre le personnage de la grand-mère de Sylvestre, Yvonne Moan, et le personnage de Marguerite, Gaud, une jeune femme revenue à Paimpol avec son père. Cette première partie met notamment en scène la première rencontre entre Yann et Gaud, relation qui est au centre du roman. Si Gaud tombe rapidement amoureuse de Yann, cela ne semble pas être le cas de son côté. L’attente d’un geste de la part de Yann est renforcée par son départ pour une nouvelle saison de pêche.
Deuxième partie : La deuxième partie est marquée par la séparation des deux amis Yann et Sylvestre. Yann part pour une nouvelle saison à bord de La Marie, alors que Sylvestre embarque dans un navire pour le Tonkin afin d’effectuer son service militaire. À Paimpol, le père de Gaud est décédé, la laissant sans le sou.
Troisième partie : La troisième partie s’ouvre sur une scène de bataille où Sylvestre est blessé. Sa blessure étant grave, il se retrouve à bord d’un navire pour être rapatrié. Le jeune breton agonise et perd la vie pendant le voyage. À l'annonce de la mort de son petit-fils, la grand-mère Moan est affaiblie et Gaud décide de s’installer chez elle pour s’occuper d’elle. De son côté, Yann qui avait appris la mort de son ami en mer, revient à Ploubazlanec après la saison de pêche. Touché par le geste de Gaud, il se rend compte des sentiments qu’il éprouve pour elle depuis leur rencontre. Les deux jeunes gens se rapprochent et finissent par se fiancer.
Quatrième partie : Le mariage de Gaud et de Yann se fait précipitamment avant l'ouverture de la saison de pêche, exactement six jours avant le départ pour l'Islande. Dans la quatrième partie, on les voit profiter du peu de temps qu'il leur reste avant le départ de Yann. Ce dernier embarque à bord de son nouveau bateau, la Léopoldine, six jours après leur mariage. 

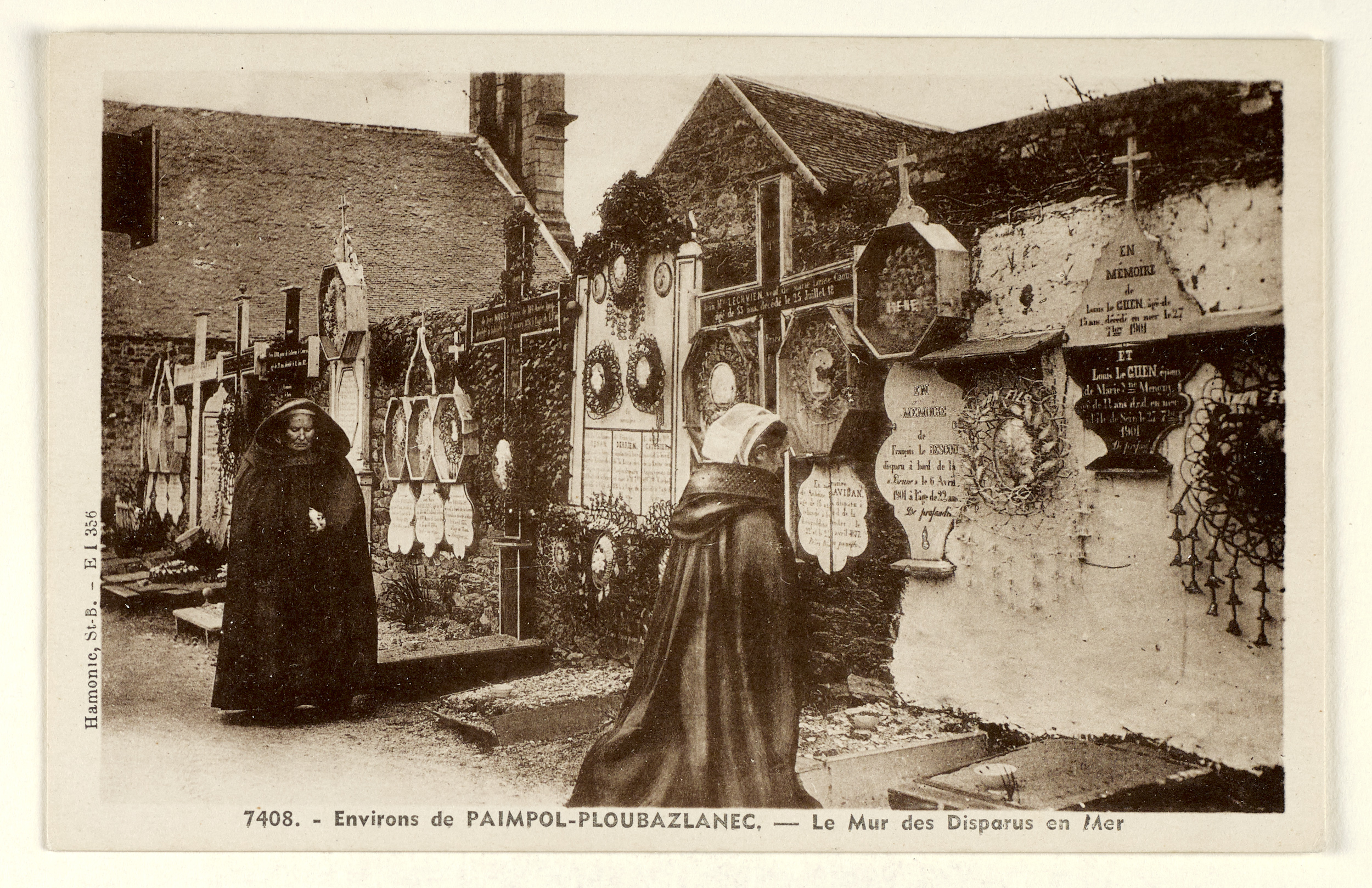
Carte postale représentant le mur des disparus en mer de Ploubazlanec. Ce mur est évoqué dans Pêcheur d'Islande de Pierre Loti. 1900-1925. Collection du musée de Bretagne.

Cinquième partie : La cinquième partie est centrée autour de Gaud. Si pendant tout le roman, elle n'a fait qu'attendre le retour de Yann, la voilà maintenant dans une nouvelle position : celle d’épouse de marin. Jusque-là on alternait entre les points de vue en Islande et les points de vue en Bretagne, mais cette partie n'intègre que les sentiments et pensées de Gaud. Cette dernière attend impatiemment le retour de la Léopoldine. Cependant, alors que les autres bateaux reviennent, le navire de Yann reste absent. Ce dernier est passé par-dessus bord lors de cette campagne et s’est noyé, laissant Gaud veuve.

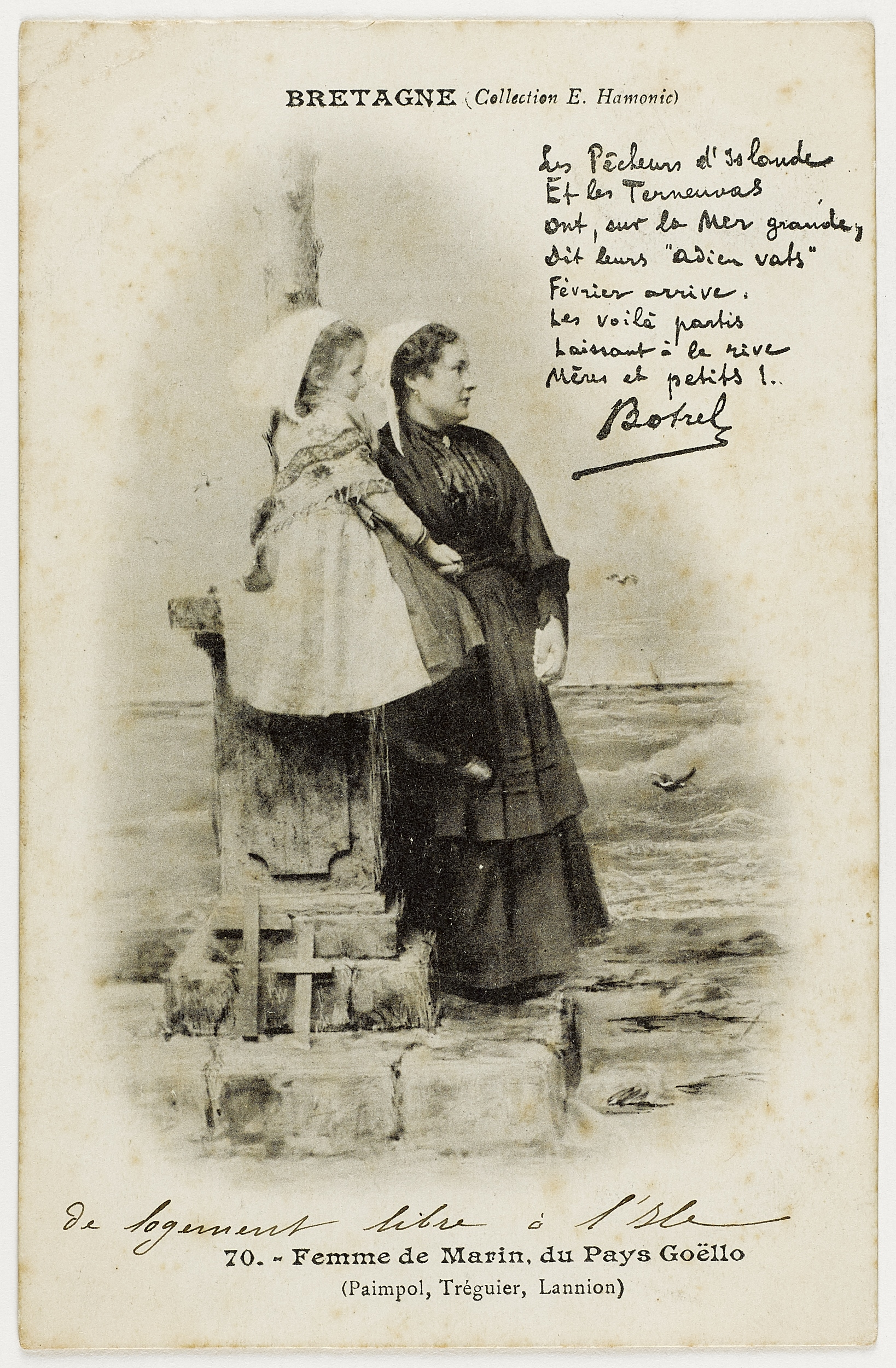
Carte postale du début du XXème siècle représentant une femme bretonne et un enfant attendant le retour d'un marin et inscription d'un poème de Théodore Botrel. Editions E.Hamonic, 1901. Collection des Arts graphiques du Musée de Bretagne.

### Inspiration
L'œuvre est largement inspirée par les séjours de l'auteur à Paimpol. Dans ses journaux, il raconte ses escapades dans la ville avec ses amis Guillaume et Sylvestre, tous deux marins, qui ont inspiré les personnages de Yann et de Sylvestre. Le personnage de Gaud serait même inspiré de la sœur de Guillaume dont Loti serait tombé amoureux,.

## Motifs et thèmes

### La Bretagne
Comme dans tous les romans de Loti, le décor a valeur de personnage même si celui-ci, la Bretagne, paraît moins exotique que les nombreux récits rapportés de ses pérégrinations par l'écrivain voyageur.

La Bretagne est la région où se déroule l'essentiel de l'intrigue du roman Pêcheur d'Islande. Les protagonistes du roman évoluent entre Paimpol et Ploubazlanec, deux villes traditionnellement liées à la grande pêche.
"ils étaient des Islandais ( une race vaillante de marins qui est répandue surtout au pays de Paimpol et de Tréguier, et qui s’est vouée de père en fils à cette pêche-là."

- Pêcheur d'Islande, Pierre Loti, 1886

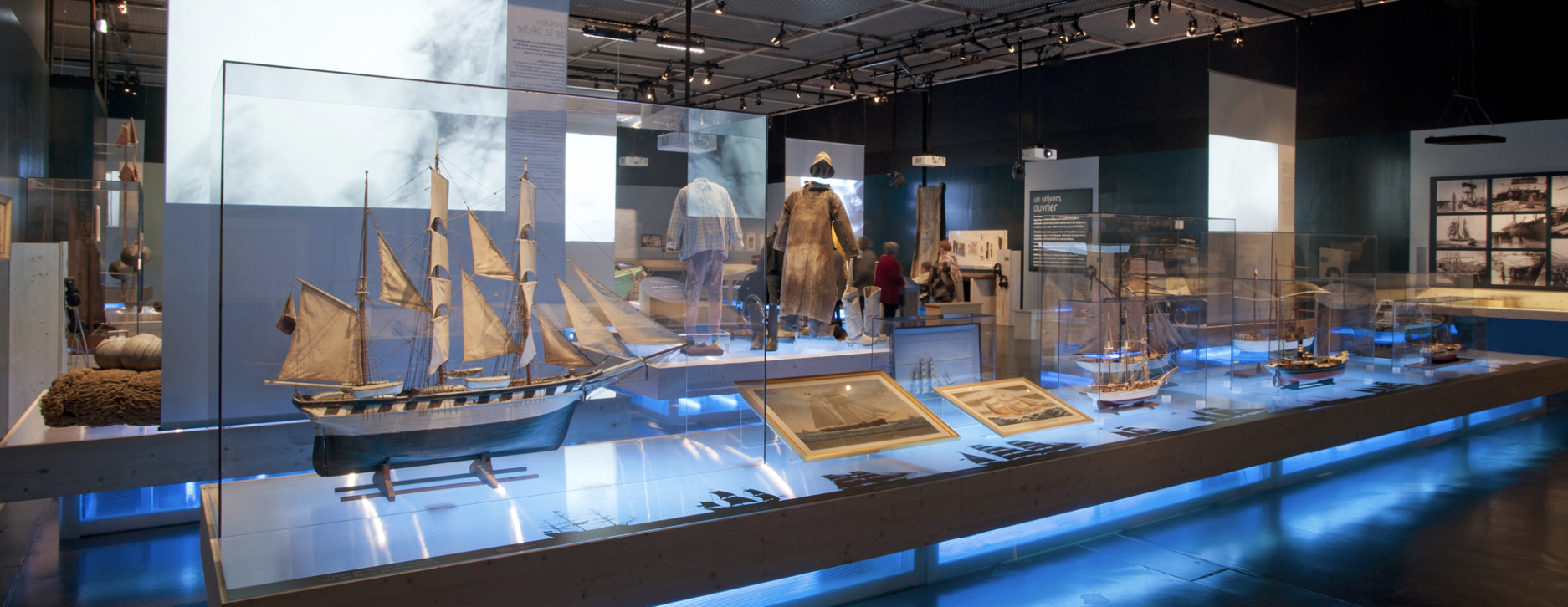
Vue de l'exposition Terre-Neuve/Terre-Neuvas du Musée de Bretagne. 2013-2014;

La grande pêche est ancrée dans l'histoire et les traditions bretonnes avec les Islandais et les Terre-Neuvas. Le Musée de Bretagne a d'ailleurs organisé, en 2013-2014 , une exposition intitulée "Terre-Neuve/Terre-Neuvas" pour mettre en exergue ce pan de l'histoire de la côte bretonne.

### Pêche et pêcheurs
L'auteur s'attache à une description à valeur presque ethnologique de la vie des pêcheurs partant en campagne de pêche en Islande, mais aussi de celle de leurs épouses restées à les attendre au port durant de longs mois.

#### Les conditions de vie à bord des navires
Le thème central du roman est la pêche. La mer est donc la toile de fond d'une grande majorité du roman. 

Lui-même marin, mais jamais pêcheur, Pierre Loti s'attache à retranscrire les détails de la vie en mer. Il décrit la promiscuité sur les navires, les problèmes de malnutrition et les habitudes et mœurs des marins. 
“Alors Yann et Sylvestre firent rapidement leur premier déjeuner du matin avec des biscuits; après les avoir cassés à coups de maillet, ils se mirent à les croquer d’une manière très bruyante, en riant de les trouver si durs” - Pêcheur d'Islande, Pierre Loti, 1886

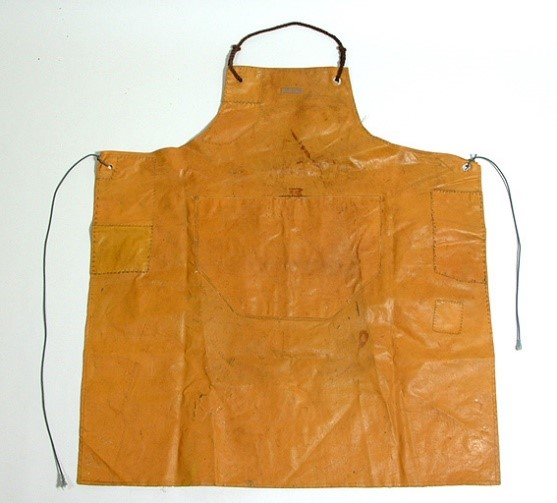
Tablier de marin Islandais. Collection du Musée de Bretagne.

L'alcool est utilisé comme moyen pour supporter la rudesse des longs mois en mer et la fatigue du rythme de pêche.

L'auteur s'attache également à décrire les tenues des marins, mais également les outils et techniques qu'ils utilisent. La pêche pratiquée dans le roman se rapproche de la pêche dite "errante".
"Yann et Sylvestre avaient préparé très vite leurs hameçons et leurs lignes, tandis que l’autre ouvrait un baril de sel et, aiguisant son grand couteau, s’asseyait derrière eux pour attendre”- Pêcheur d'Islande, Pierre Loti, 1886

#### Calendrier de la pêche
La grande pêche respecte un calendrier relativement précis. Dès la fin de l'hiver, les marins embarquent sur leur navire et entament leur long voyage jusqu'en Islande. Ils passent plusieurs mois sur les côtes islandaises avant d'entamer leur retour.
“Ils n’avaient presque jamais vu l’été de France. À la fin de chaque hiver, ils recevaient avec les autres pêcheurs, dans le port de Paimpol, la bénédiction des départs." - Pêcheur d'Islande, Pierre Loti, 1886
"La fin d’août était l’époque de ces retours. Mais la Marie suivait l’usage de beaucoup d’Islandais, qui est de toucher seulement à Paimpol, et puis de descendre dans le golfe de Gascogne où l'on vend bien sa pêche, et dans les îles de sable à marais salants où l’on achète le sel pour la campagne prochaine.”- Pêcheur d'Islande, Pierre Loti, 1886

#### Rapport à la mort

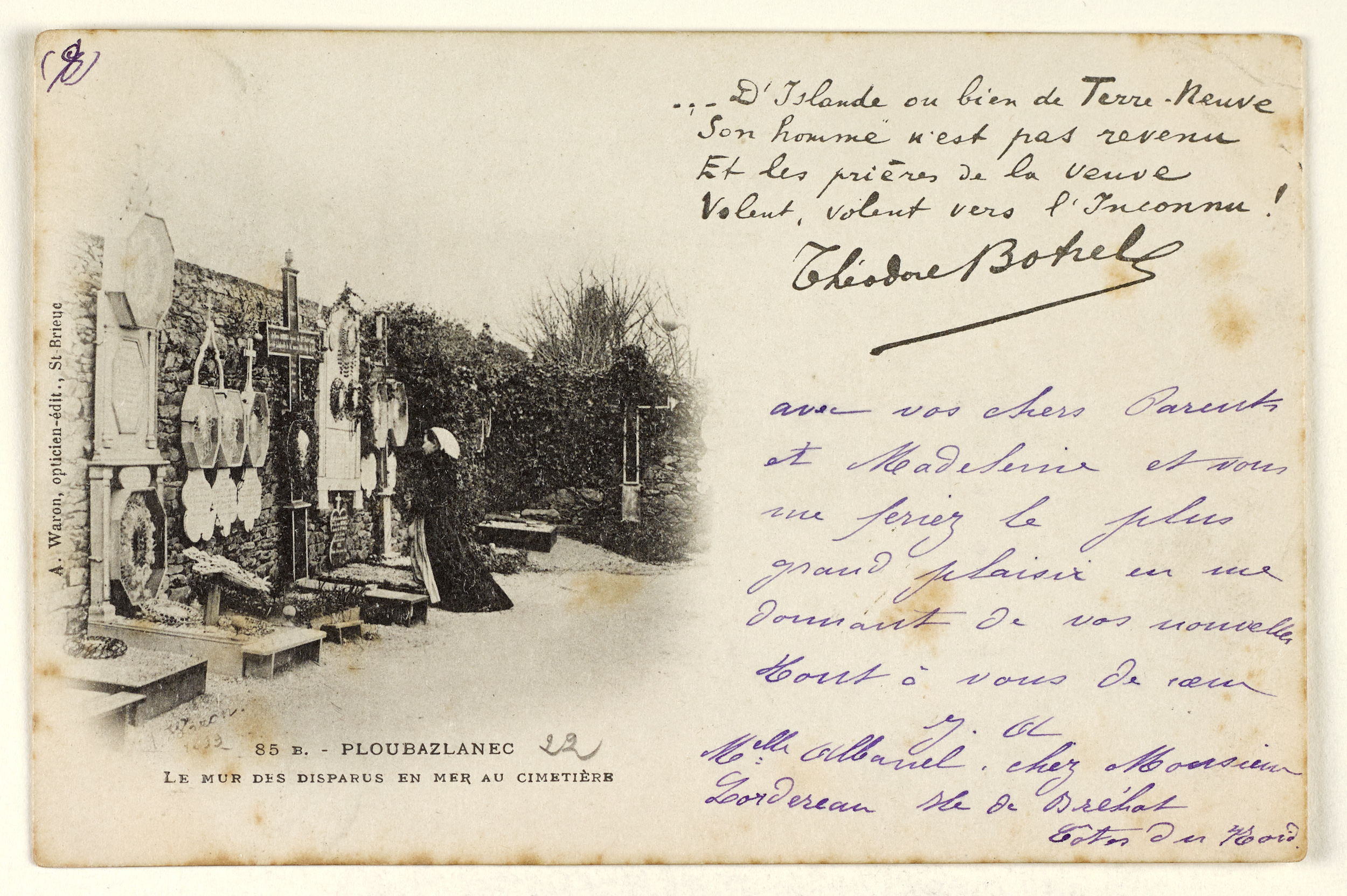
Correspondance d'une proche de marin avec des vers de Théodore Botrel évoquant la mort des marins. Edition A.Waron.1901. Collection du Musée de Bretagne.

Si l'on évoque la grande pêche, il faut également évoquer la mort comme thème du roman. En effet, la mort est en arrière-plan de toutes les activités des marins. Dans le roman Pêcheur d'Islande, le passage de Gaud devant le mur des disparus de Ploubazlanec est un signe annonciateur du destin de Yann, mais également le rappel d'une réalité bien connue des Paimpolais. 

### Famille de pêcheurs
Le va-et-vient entre la mer et la côte rythme le roman de Pierre Loti. Ainsi, l'auteur nous donne à voir des bribes de la vie quotidienne des familles de pêcheurs.

L'un des éléments importants est l'aspect générationnel de la grande pêche. On parle de familles de marin où l'on pêche de père en fils. Ainsi, Yann descend d'une longue lignée de marins, tout comme Sylvestre.
"Dans la famille des gens de mer, on a souvent affaire à l’Inscription; elle donc, qui était fille, femme, mère et grand-mère de marin, connaissait ce bureau depuis tantôt soixante ans."- Pêcheur d'Islande, Pierre Loti, 1886.
Pierre Loti évoque également le rôle des femmes dans la préparation des marins. 
"Des femmes de peine empilement le sel pour la saumure dans les soutes des navires; les hommes disposaient les gréements et, chez Yann, la mère, les sœurs travaillaient du matin au soir à préparer les suroits, les cirages, tout le trousseau de campagne"- Pêcheur d'Islande, Pierre Loti, 1886. 

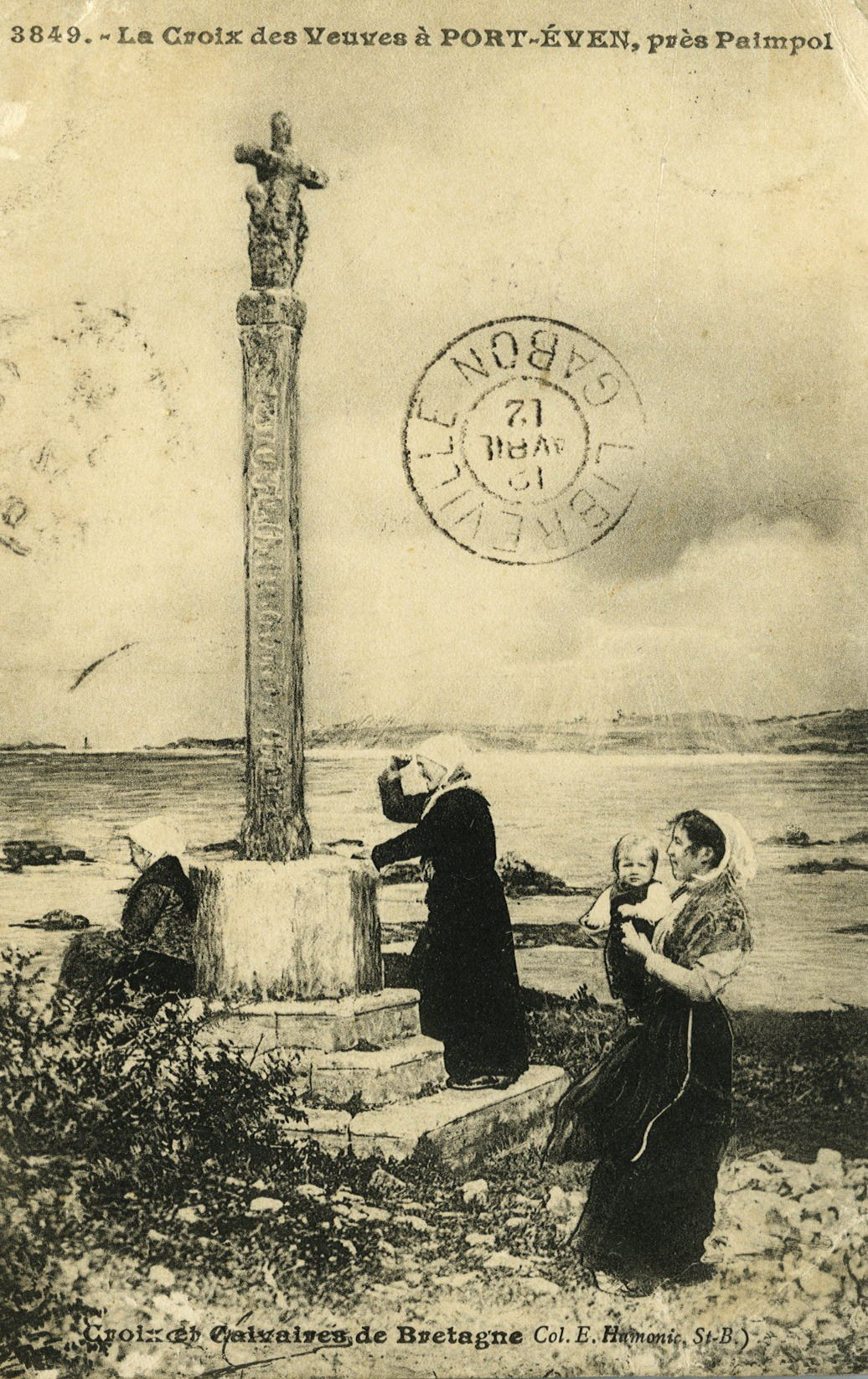
Croix des Veuves de Ploubazlanec.

L'attente était le lot quotidien des femmes de marins. La croix des Veuves de Ploubazlanec est le témoin de ce temps passé à attendre le retour des Islandais. En 2017, une statue a été érigée, sur le site de Lann Vras, en hommage à ces femmes de marins. Cette œuvre, intitulée Veuves d'Islandais, a été inspirée par l'attente "éternelle" de Gaud et le chagrin de la grand-mère Moan.

### Cérémonies et rituels de pêche
Le roman s'attache également à décrire les cérémonies liées à la mer et notamment des cérémonies des "pardons". Le Pardon de Paimpol est décrit à plusieurs reprises dans le roman et il est même un moment important dans la construction de la relation entre Yann et Gaud. 
« La première fois qu'elle l'avait aperçu, lui, ce Yann, c'était le lendemain de son arrivée, au pardon des Islandais, qui est le 8 décembre, jour de la Notre-Dame de Bonne-Nouvelle, patronne des pêcheurs, un peu après la procession, les rues sombres encore tendues de draps blancs sur lesquels étaient piqués du lierre et du houx, des feuillages et des fleurs d'hiver. À ce pardon, la joie était lourde et un peu sauvage, sous un ciel triste. Joie sans gaîté, qui était faite surtout d'insouciance et de défi de vigueur physique et d'alcool ; sur laquelle pesait, moins déguisée qu'ailleurs, l'universelle menace de mourir. »

- Pêcheur d'Islande, Pierre Loti, 1886

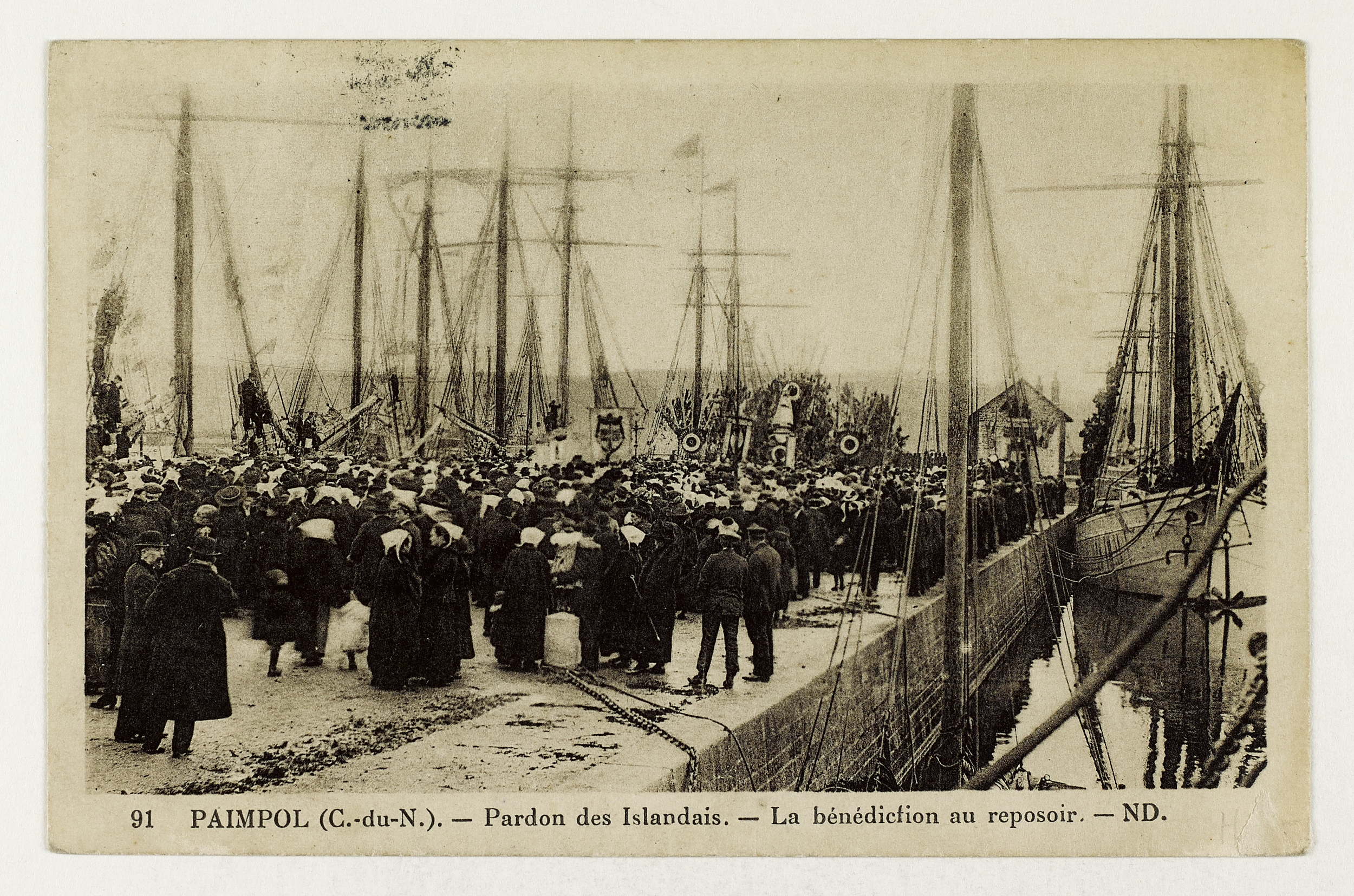
La bénédiction au reposoir lors du départ des Islandais à Paimpol. 1900. Collection du Musée de Bretagne.

L'un des rituels décrits dans le roman est la bénédiction au reposoir. 
"À la fin de chaque hiver, ils recevaient avec les autres pêcheurs, dans le port de Paimpol, la bénédiction des départs. Pour ce jour de fête, un reposoir, toujours le même, était construit sur le quai ; il imitait une grotte en rochers et, au meilleur, parmi des trophées d’ancres, d’avirons et de filets, trônait, douce et impassible, la Vierge, patronne des marins, sortie pour eux de son église, regardant toujours, de génération en génération, avec ses mêmes yeux sans vie, les heureux pour qui la saison allait être bonne - et les autres, ceux qui ne devaient pas revenir."

- Pêcheur d'Islande, Pierre Loti, 1886

## Réception
Pêcheur d'Islande obtient le prix Vitet.

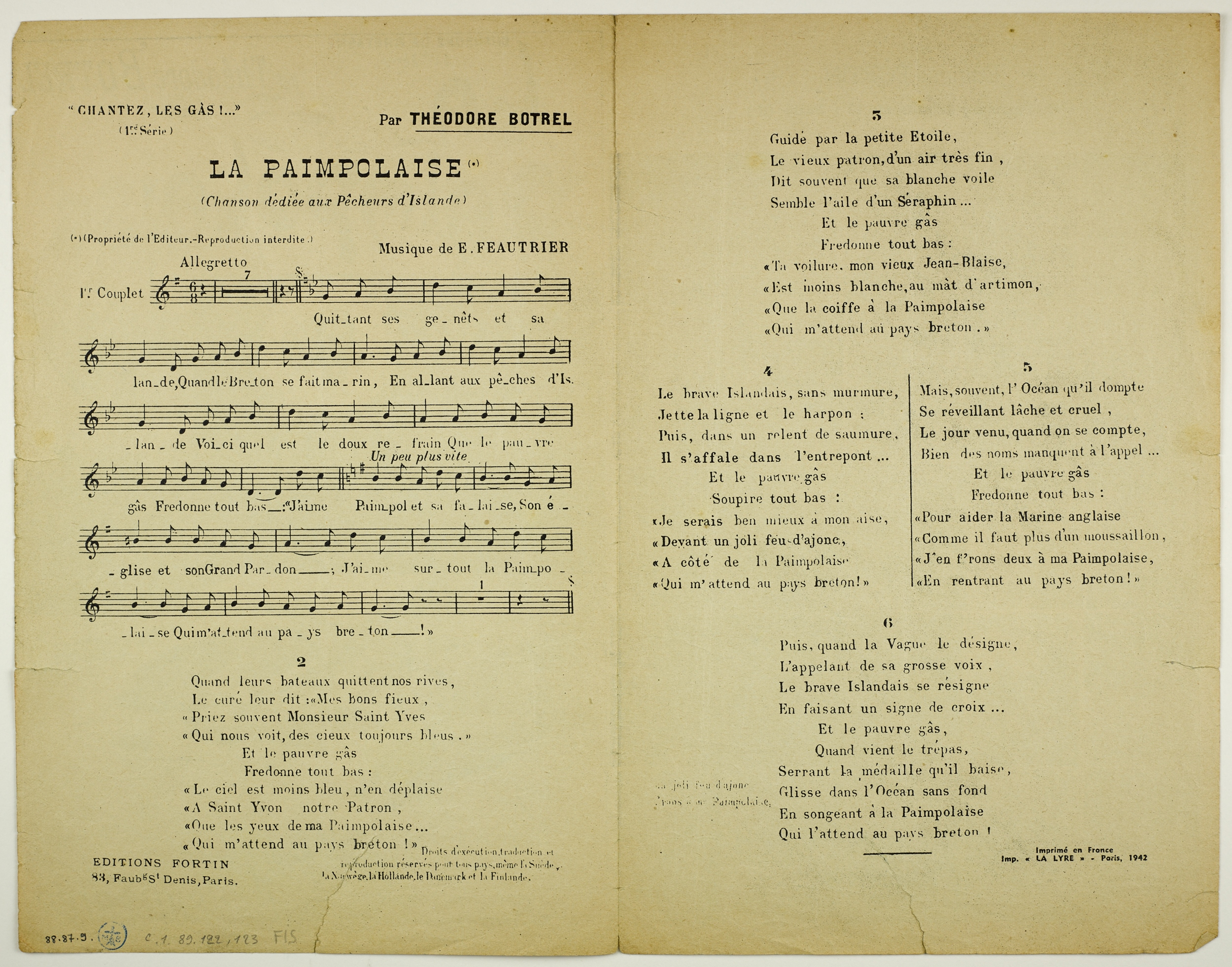
Paroles de La Paimpolaise de Théodore Botrel. 1942. Collection du Musée de Bretagne.

Pierre Loti se voit reprocher son ambition et de ne pas être un vrai marin. Le livre n'atteint pas le succès escompté.
Le roman de Pierre Loti n'a pas été bien reçu dans les premiers temps après sa publication. En effet, on lui a reproché de ne pas être un Breton ni un Islandais et donc d'évoquer une réalité qu'il ne connaissait pas.
Malgré tout, l'œuvre de Pierre Loti a inspiré d'autres artistes, tels que Théodore Botrel. Ce dernier a composé la chanson La Paimpolaise à partir de Pêcheur d'Islande.

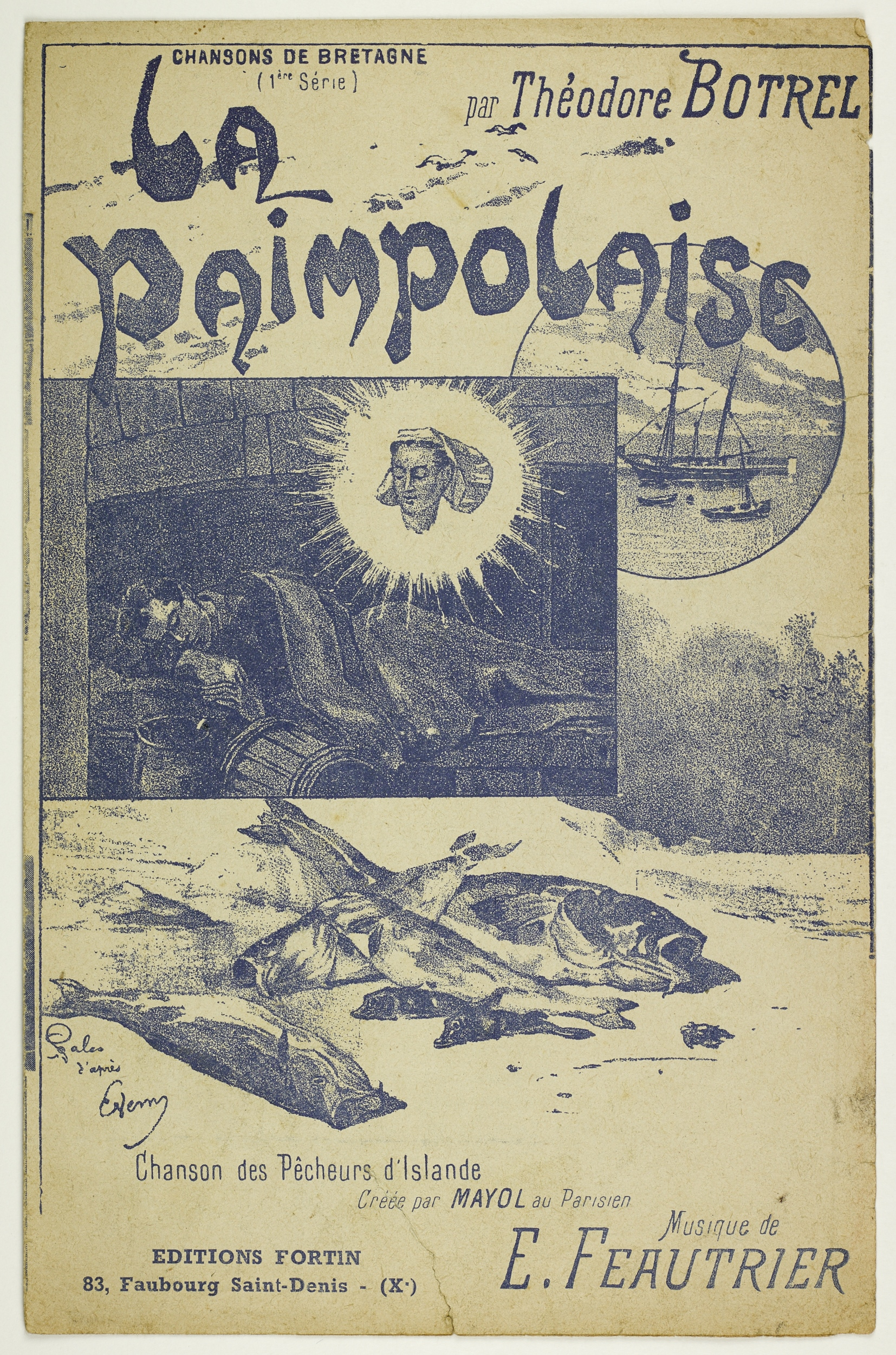
Couverture du cahier de chanson La Paimpolaise de Théodore Botrel. 1942. Collection du Musée de Bretagne.

L'œuvre de Loti et celles qu'il a inspirées ont participé à la création du mythe de l'Islandais, mais également à faire connaître la grande pêche à un plus large public.

## Adaptations
Livre illustré
- Pêcheurs d'Islande, compositions de Gaston Manchon et Paul-Léon Jazet, Librairie Léon Conquet, 1886-1888.
- Pêcheurs d'Islande, compositions d'Edmond-Adolphe Rudaux, Paris, Calmann-Lévy, 1893.

Cinéma
- 1915 : Pêcheur d'Islande, film muet français de Henri Pouctal, avec Romuald Joubé, Berthe Jalabert et Camille Bert
- 1924 : Pêcheur d'Islande, film muet français de Jacques de Baroncelli, avec Charles Vanel (Yann) et Sandra Milovanoff (Gaud) [critique dans La Bretagne touristique 4e année n° 46, 15 janvier 1926]
- 1933 : Pêcheur d'Islande, film français de Pierre Guerlais, avec Thomy Bourdelle (Yann), Marguerite Weintenberger (Gaud) et Yvette Guilbert (La grand-mère Mohan)
- 1959 : Pêcheur d'Islande, film français de Pierre Schœndœrffer, avec Jean-Claude Pascal (Yann), Juliette Mayniel (Gaud) et Charles Vanel (l'armateur Mével)

Télévision
- 1996 : Pêcheur d'Islande (1996), téléfilm français de Daniel Vigne, avec Stéphane Freiss, Mathilde Seigner, Anthony Delon

Théâtre
- Adaptation de Pierre Loti et Louis Tiercelin, 18 février 1893, au Grand Théâtre[23].
- Adaptation par la compagnie Ilot-Théâtre avec Laure Huselstein et Serge Irlinger[24].
- Adaptation par Olivier Dhénin au Théâtre de la Coupe d'Or, Rochefort, juillet 2015, accompagnée de la musique de Guy Ropartz

Musique

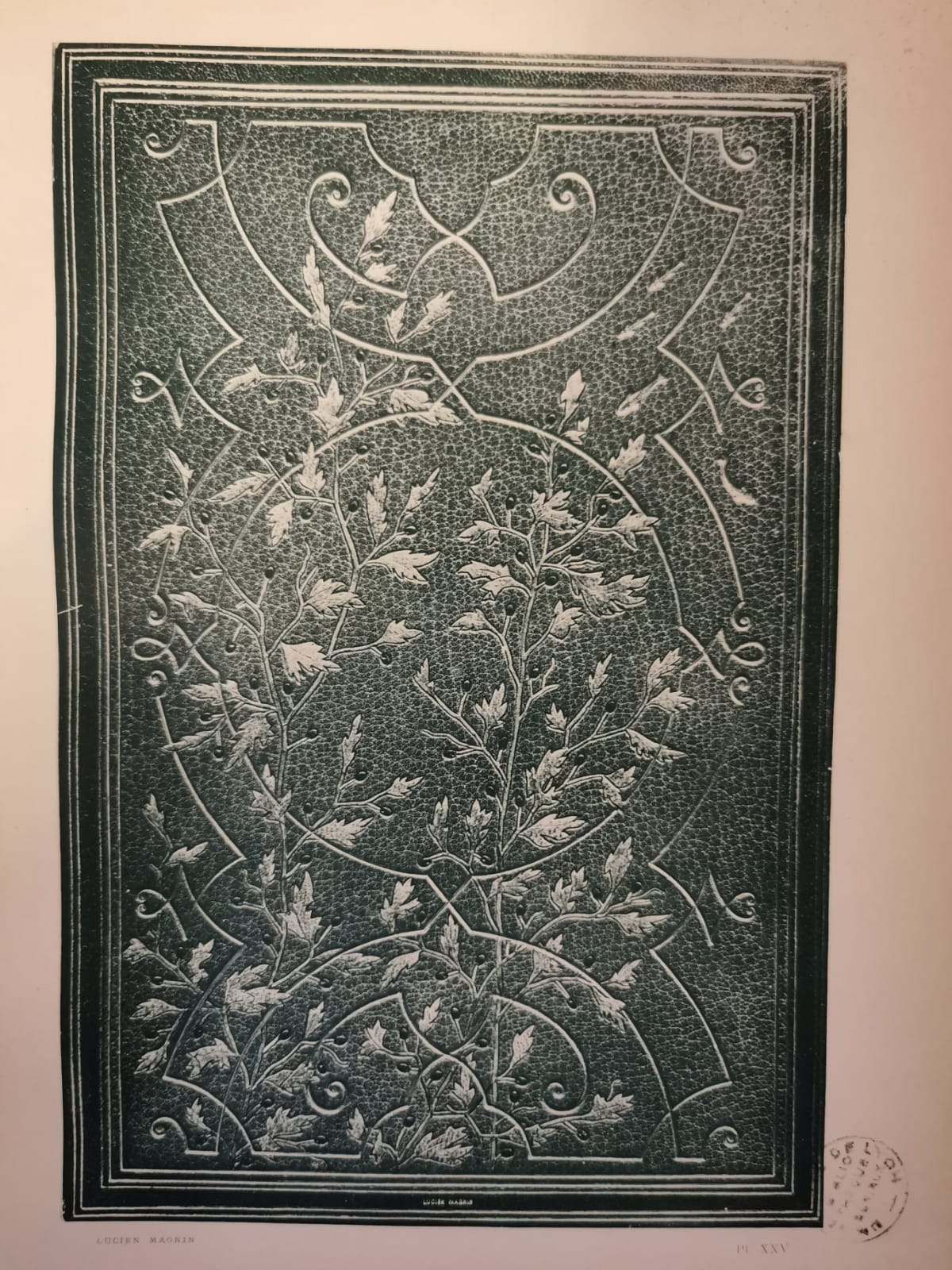
Pêcheur d'Islande, roman de Pierre Loti, reliure de Lucien Magnin.

- Vita brettona, opéra de Enrico Golisciani et Leopoldo Mugnone,1890[25].
- Pêcheur d'Islande, drame musical, adapté par Louis Tiercelin, musique de Guy Ropartz, 1891

Feuilleton radiophonique
- Feuilleton en 10 épisodes de 2007, réalisé par Étienne Valles, rediffusé du 8 au 19 février 2021[26]

### Reliure
- Lucien Magnin, Pêcheur d'Islande, 1893, exposé lors de l'Exposition universelle, internationale et coloniale de Lyon de 1894